# Olivier Marchal

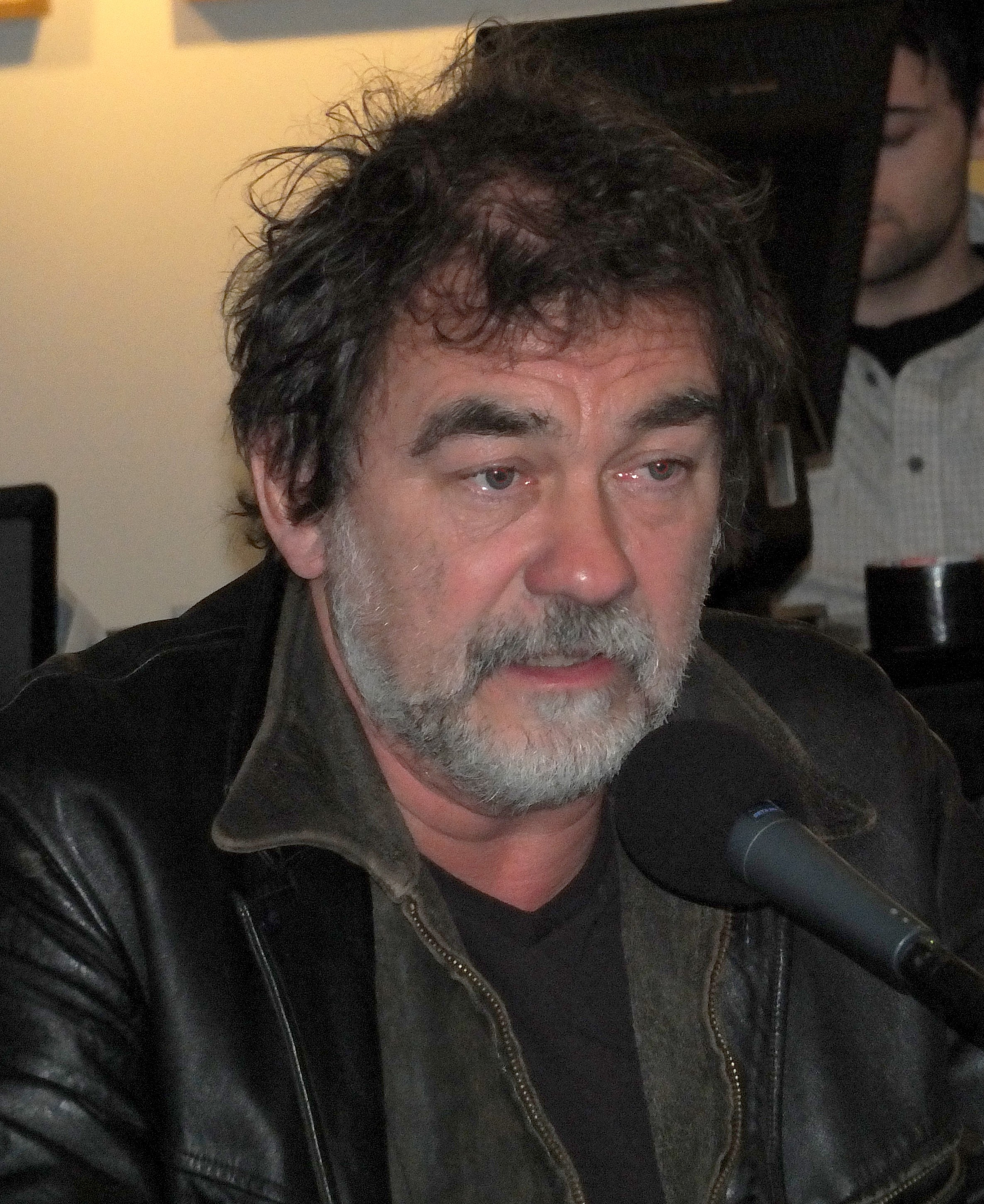
Olivier Marchal (2012)

Olivier Marchal (* 14. November 1958 in Talence) ist ein französischer Schauspieler, Regisseur und Drehbuchautor.

## Leben
Der Sohn eines Konditors und Hobby-Kriminalschriftstellers besuchte ein Jesuiteninternat. Den dortigen Erziehern hält Olivier Marchal zugute, dass sie seine mangelnde Selbstdisziplin zügelten, und dass sie sein Interesse am Theater und besonders am Werk von Louis-Ferdinand Céline weckten. „Dank den Jesuiten war ich nicht völlig unausstehlich.“
Als Jugendlicher und junger Mann war er fasziniert von den Filmen von Sidney Lumet, Jean-Pierre Melville, Henri Verneuil und Georges Lautner. Die idealistischen Vorstellungen, die diese Filme in ihm weckten, brachten ihn seinen eigenen Worten zufolge dazu, sich im Alter von 20 Jahren beim nationalen Wettbewerb der Polizei zu bewerben. Er bestand und wurde Inspektor bei der Kriminalpolizei in Versailles. Die offene Verachtung, die die Menschen ihn spüren ließen, wenn er seine Arbeit verrichtete, die Beleidigungen, die er zu hören bekam, wenn er beispielsweise in Bars Kontrollen durchführte, desillusionierten ihn rasch. Er charakterisiert sich heute, auf die damalige Zeit zurückblickend, als weichlich, respektvoll gegenüber den Ganoven, außer in Fällen von Gewalt gegen Kinder oder alte Menschen.
1982 bis 1985 diente er bei der Antiterroreinheit und war an den Ermittlungen gegen die Action Directe beteiligt. Dort lernte er den Kommissar Simon Michaël kennen, der zu jener Zeit am Drehbuch für den Film Die Bestechlichen (Les ripoux) von Claude Zidi schrieb und später ins Filmmetier wechseln sollte.
In seiner Freizeit pflegte er weiter seine Liebe zum Theater. Er nahm Kurse am Konservatorium im 20. Arrondissement. Um seine Theaterleidenschaft besser mit seinem Beruf verbinden zu können, meldete er sich 1985 freiwillig für den Nachtdienst. In sieben Dienstjahren im 13. Pariser Arrondissement wurde er mit menschlichen Katastrophen aller Art konfrontiert: Leichenfunde, Suizide von Kollegen, Familientragödien wie diejenige mit dem Mädchen, das mithalf, ihre Eltern zu ermorden. 1992 quittierte er, von Simon Michaël dazu ermuntert, schließlich den Polizeidienst.
Das Lebensthema von Olivier Marchal ist die Auseinandersetzung mit der Gewalt, die Spannung zwischen Faszination und Abscheu. „Ich zahle der Gewalt eine Schuld“, sagt er über sich. „Ich verabscheue es, sie zu filmen, aber ich trage sie in mir.“ 2002 kam der erste große Spielfilm heraus, in dem er Regie führte: Gangsters. Nationale Berühmtheit als Regisseur erzielte er 2004 mit dem Film 36 – Tödliche Rivalen (im Original 36 quai des Orfèvres, nach der Adresse der Pariser Kriminalpolizei), einer Krimi-Version des Grafen von Monte Christo. Der Film wurde achtmal für den César nominiert, Frankreichs wichtigsten Filmpreis. Seine Filme nehmen den Standpunkt des unbeliebten Flic ein, erzählen die Geschehnisse mit einer gewissen Nostalgie, von vergangenem Glück und gegenwärtigem Schmerz. Auf die Spitze trieb er diese Betrachtungsweise 2008 in dem Film MR 73 – Bis dass der Tod dich erlöst. Dieser Film, der die Geschichte einer Vendetta eines alkoholkranken Polizisten erzählt, fand überwiegend negative Aufnahme bei der Kritik. Es wurde beklagt, dass der Film reaktionär, ja lepenistisch sei.
2009 erzielten die ersten beiden Episoden seiner Serie Braquo mit jeweils 1,3 Millionen Zuschauern einen Zuschauerrekord bei dem Bezahl-Fernsehsender Canal+. Diese stellt mehrere Pariser Kriminalpolizisten (gespielt von unter anderem Jean-Hugues Anglade und Nicolas Duvauchelle) in den Mittelpunkt, die beschließen, die ungerechte Verurteilung und den Selbstmord ihres Vorgesetzten zu rächen.
Vom Erscheinungsbild her ist Marchal ein kräftiger Mann mit melancholischer Ausstrahlung, legerem Äußeren, struppigem grauschwarzem Haar und struppigem grauem Vollbart. Sein Schauspieler-Kollege Geoffroy Thiébaut charakterisiert ihn als grobschlächtig, aber im Grunde gutmütig: „Ein Bär, und ein Teddybär.“ Andere, wie der Produzent Claude Chelli, heben hervor, wie die Erfahrungen bei der Polizei ihn geprägt haben: „Jene Zeit hat ihn gezeichnet. ... Olivier ist ein Gefolterter.“ Marchal ist seit 1989 verheiratet mit der Schauspielerin Catherine Marchal, die er regelmäßig mit Rollen in seinen Regiearbeiten betraut. Das Paar hat vier gemeinsame Kinder; das jüngste wurde im Sommer 2009 geboren.

## Filmografie

### Schauspieler

#### Kino-Spielfilm
- 1988: Der Panther II – Eiskalt wie Feuer (Ne réveillez pas un flic qui dort)
- 1993: Doppelte Tarnung (Profil bas)
- 1998: La Puce
- 2006: Kein Sterbenswort (Ne le dis à personne)
- 2007: Die City-Krieger (Truands)
- 2007: Scorpion – Der Kämpfer (Scorpion)
- 2008: Eine Polizeiromanze (Un roman policier)
- 2008: Le Bruit des gens autour
- 2008: Ohne Schuld (Pour elle)
- 2009: Diamond 13 (Diamant 13)
- 2009: Quelque chose à te dire
- 2009: Les acteurs sont fatigués; auch Regie
- 2011: Jos Sohn (Le fils à Jo)
- 2013: Un p'tit gars de Ménilmontant
- 2013: Paris Countdown – Deine Zeit läuft ab (Le jour attendra)
- 2014: Belle comme la femme d'un autre
- 2014: Fastlife
- 2020: Tony Rodriguez. Aller en prison, c’est son rêve von John Sehil

#### Fernsehen
- 1993: Troublante voisine – Regie: Raoul Chenille
- 1993–2000: Kommissar Moulin (Commissaire Moulin, Fernsehserie, 4 Folgen)
- 1996–2001: Quai n°1
- 2000: Nur adoptiert (La tresse d'Aminata)
- 2002: Chut ! – Regie: Philippe Setbon, mit Sophie Guillemin
- 2003: Les Robinsonnes – Regie: Laurent Dussaux
- 2005: Éliane – Regie: Caroline Huppert, mit Florence Pernel
- 2006: Les Innocents – nach Georges Simenon
- 2006: Une fille de ferme – nach Guy de Maupassant
- 2006: Sie muss meine Tochter sein – Mütter/Töchter (L'Enfant d'une autre) – Regie: Virginie Wagon
- 2007: Confidences sur canapé – Regie: Laurent Dussaux
- 2009: Braquo, Kriminalserie nach eigenem Drehbuch, Regie: Frédéric Schoendorffer
- 2016: Mon frère bien-aimé
- 2018, 2020: Die purpurnen Flüsse (Les Rivières pourpres) – nach Jean-Christophe Grangé
- 2020: Die Bestie von Bayonne (La promesse) – Regie: Laure de Butler
- 2022: Meurtres à Blois – Regie: Elsa Bennett, Hippolyte Dard

### Regie
- 2002: Un bon flic (Kurzfilm)
- 2002: Gangsters
- 2004: 36 – Tödliche Rivalen (36 Quai des Orfèvres)
- 2008: MR 73 – Bis dass der Tod dich erlöst (MR 73)
- 2009: Les acteurs sont fatigués
- 2011: A Gang Story – Eine Frage der Ehre (Les Lyonnais)

### Als Drehbuchautor
- ab 2001: Central Nuit
- 2004: 36 – Tödliche Rivalen (36 Quai des Orfèvres)
- ab 2008: Flics (Fernsehserie), Regie: Nicolas Cuche
- 2008: MR 73 – Bis dass der Tod dich erlöst (MR 73)
- 2009: Braquo
- 2009: Diamant 13
- 2011: A Gang Story – Eine Frage der Ehre (Les Lyonnais)

## Theaterbühne
- 1990: Onkel Wania von Anton Tschechow (Théâtre Les Cinq Diamants)
- 1994: Les Sincères von Pierre Carlet de Marivaux (Théâtre La Balle au Bond)
- 1995: L'Auteur von Vincent Ravalec (Théâtre de Tourtour)
- 1997–1998: Une nuit avec Sacha Guitry (Théâtre Rive Gauche und Théâtre Grévin)
- 1997: Du riffoin dans les labours (Théâtre de Clermont Ferrand und Comédie Gallien à Bordeaux)
- 2000: Ladies night von Antony Mc Carten, Stephen Sinclair und Jacques Collard, Théâtre Rive-Gauche
- 2005–2006: Sur un air de tango von Isabelle de Toledo (Théâtre de Poche Montparnasse)

## Französische Originalzitate
1. ↑  « Grâce à eux, j‘ai été un peu moins con. »
2. ↑  Service régional de police judiciaire
3. ↑  « un tendre poulet »
4. ↑  « C’est une dette que je paie à la violence. Je déteste de la filmer mais je l’ai en moi. »
5. ↑  « un ours et un nounours »
6. ↑  « Cette époque-là l’a profondément marqué. ... Olivier est quelqu’un de torturé. »